# Alojz Rebula
Alojz Rebula, slovenski pisatelj, dramaturg, esejist, prevajalec, * 21. julij 1924, Šempolaj pri Nabrežini, Italija, † 23. oktober 2018, Topolšica.

## Življenjepis
Rodil se je v kmečko-železničarski družini očetu Alojzu st. in materi Ivanki (roj. Zidarič). Obiskoval je italijanske šole, slovenščine se je učil kot tujega jezika. V letih med 1936 in 1940 je obiskoval klasično gimnazijo v Gorici in jo od 1940 do 1944 nadaljeval v Vidmu, kjer je tudi maturiral. Leta 1949 je diplomiral iz klasične filologije na Univerzi v Ljubljani. Študij je leta 1960 končal v Rimu, kjer je doktoriral z disertacijo o slovenskih prevodih Božanske komedije. Po vrnitvi v Trst je poučeval na nižji gimnaziji, od leta 1953 pa na klasičnem liceju. Poleg pisateljevanja je bil ves čas kulturno in družbeno dejaven, bil je sourednik revij Sidro in Tokovi. Po literarnem nastopu v Slovenski filharmoniji leta 1951 je bil aretiran, vse do konca komunistične oblasti je bil nadzorovan s strani tajne politične policije. Predaval je mdr. na Teološkem tečaju za izobražence na ljubljanski teološki fakulteti ter sodeloval pri organizaciji in programu srečanj na Študijskih dnevih Draga, kjer je tudi večkrat predaval. Do upokojitve je stanoval na Opčinah, zadnja leta pa večinoma v domačem kraju njegove žene, Loki pri Zidanem Mostu. Poročen je bil s pisateljico Zoro Tavčar. Literarnemu ustvarjanju sta se posvetili tudi njuni hčeri Alenka Rebula Tuta in Marjanka Rebula (1964-2017). 1993 je bil izvoljen za dopisnega, 2009 pa za rednega člana SAZU (Slovenske akademije znanosti in umetnosti) v razredu za umetnosti. Leta 2021 so mu pred cerkvijo v Loki pri Zidanem mostu postavili doprsni kip, ob 100. obletnici rojstva pa spominsko ploščo na njegovi rojstni hiši v Šempolaju, leta 2019 pa so mu posvetili spominsko medaljo.

## Literarno delo
Njegova bibliografija je obširna in obsega različne kroge pripovednega ustvarjanja: pesmi, črtice, novele, dnevnike, radijske igre, eseje, romane, dramska besedila in potopise. Poleg literarnega ustvarjanja je prevajalec antičnih tekstov in Svetega pisma, kot publicist pa piše rubriko Credo v katoliškem tedniku Družina. Stalno je pisal za tržaško revijo Mladika (tudi pod psevdonimom).
Več njegovih del je prevedenih v sosednje jezike (italijanščina, srbohrvaščina) in ostale evropske jezike.

### Proza
Začetki pisanja so iz časa Rebulovega izobraževanja na liceju v Vidmu, kjer je pisal stihe v latinščini, sestavil dramo v italijanščini in dnevnik v slovenščini. Nato se je posvetil pisanju v slovenščini, z alegoričnim Vedežem ob Jadranu je nastopil v Koledarju Gregorčičeve založbe za 1946. Krajša dela (ocene, črtice, novele, zapiske) je objavljal v primorskih revijah. Leta 1954 je napisal prvi roman Devinski sholar in z njim se je začela tudi ponavljajoča tematika preprostega kmečkega fanta, ki si je z izobrazbo, mislijo, umetnostjo ter kulturo izboril boljši socialni status. Takšne junake predstavljajo Gomer iz Devinskega sholarja, Silvan Kandor iz Senčnega plesa in Mardon-Nemezijan iz Sibilinega vetra. Vsi ti glavni junaki imajo Rebulove avtobiografske poteze. Že povest Devinski sholar nakazuje Rebulove začetke zgodovinskega romana (npr. Ob babilonski reki), preko katerega primerja in identificira slovenstvo s kulturo krščanstva. Smisel njegovih prvih del je v razmišljanju o vlogi in usodi maloštevilnega naroda in je osredotočeno na mikrokozmus rodnega kraja (npr. roman Klic v Sredozemlje slika propadanje slovenskega življa v okolici Trsta). Leta 1956 je izšel izbor novel in črtic Vinograd rimske cesarice, ki nakazuje novo Rebulovo literarno usmeritev - prodor v antični svet, ki doseže vrh v zgodovinskem romanu V Sibilinem vetru. Rebulova izobrazba in poznavanje antične literature in filozofije odseva v njegovih delih, kar je vidno že v romanu Senčni ples, ki je med Rebulovimi prvimi knjižnimi izdajami najpomembnejši tekst.
V mnoga pripovedna in esejistična dela začne v poznih šestdesetih letih vstopati krščanstvo, kar napove Rebulov štiridelni roman V Sibilinem vetru. Gre za življenjsko zgodbo starca Nemeziana, ki je bil v času rimske vojne kot kristjan preganjan. Leta 1972 izdan roman z duhovniško in religiozno tematiko Divji golob je prvoosebna pripoved o človeku, ki se kljub oviram in nasprotovanju okolice odloči za duhovniški poklic. O istih vprašanjih in časovno istočasno je pisal v knjigi šestih esejev Smer nova zemlja. Sledila je zbirka novel Snegovi Edena z bivanjskim vprašanjem naroda in posameznika. V zgodovinsko-biografskem romanu Zeleno izgnanstvo Rebula skozi prikaz zgodovinske osebnosti, Eneja Silvija Piccolominija, med drugim postavi vprašanje poslednjega cilja in tragičnosti smrti.
Leta 1988 je izšel roman z biblijsko tematiko Jutri čez Jordan, pripoved o izraelskem osvobojajočem potovanju iz Egipta v obljubljeno deželo, ki je hkrati parabola slovenski osamosvojitvi. Rebula skozi prizmo biblijske legende pripoveduje o hrepenenju in iskanju bivanjskega smisla. V Rebulovih romanih gre za potrditev smisla, ki ga junak-človek udejanja s tem, da stremi za idejo.
Kačja roža je zgodba o fašističnem nasilju in vseh raznorodovalnih oblikah na Primorskem okoli leta 1930, o italijanskih policijskih postopkih, o ilegalnem odporniškem gibanju, o prvem tržaškem procesu proti slovenskim upornikom in o bazoviških žrtvah. Roman Kačja roža vsebuje za Rebulo značilne elemente: zgodovina, antika, vprašanja morale, razklanosti in nerešena vprašanja o življenju in usodi primorskih Slovencev. Osebe tega romana dokazujejo neobstoj niča in nesmisel nihilizma ter primer Rebulovega skromnega junaka, ki mu večkulturnost ni odvzela preprostosti in humanosti.
Roman Maranatha ali leto 999 govori o romarju Nitardu, laičnem miniaturistu, ki zapusti svoj dom in ljubljeno ženo ter se za konec tisočletja odpravi v sveto mesto Jeruzalem, kjer naj bi pričakal Gospodov ponovni prihod.
Cesta s cipreso in zvezdo je roman narodne istovetnosti, napisan kot avtobiografija glavnega junaka Sergija Andrejčiča, ki pripoveduje o postopnem samozavedanju in rojevanju popolne narodne zavesti. Ob deseti obletnici slovenske državne osamosvojitve je Rebula izdal roman Jutranjice za Slovenijo, o dogodkih iz novejšega časa slovenske in širše evropske politične in kulturne zgodovine, kot jih doživlja osrednja oseba romana, duhovnik v oddaljenem kraju Zasavja. Gre za roman človeške usode, zapletene v socialne in duhovne vrtince prelomnega časa, osrednja tema pa je povezana z vprašanji odnosa povojne oblasti do katoliške cerkve in krščanskih vrednot. Roman Nokturno za Primorsko v središče postavlja iskanje vere in slovenstva. S kresnikom nagrajeno delo postavlja zagrizenega branitelja slovenstva, duhovnika Florijana, v konec 20. let 20. stoletja, ko je bilo današnje Primorje pod močno prisilno italijanizacijo.
Ob babilonski reki je zgodovinski roman, ki predstavlja čas ob koncu druge svetovne vojne, ko je čez Karavanke v strahu pred novo zmagovito oblastjo pribežala reka beguncev. V središče zgodbe postavi povojne pomore domobrancev.  Roman Četverorečje, izdan leta 2011, je časovno umeščen v obdobje razsvetljenstva, v čas francoske revolucije, nad katero se navdušuje junak Norbert in sanja, da bodo dosežki iz Francije izboljšali tudi razmere na Slovenskem.

### Esejistika
V slovensko esejistiko v drugi polovici 20. stoletja se Rebula vključuje kot kristjan, kot človek z občutkom za socialna vprašanja, v prvi vrsti pa kot Slovenec, ki svoje sile aktivno usmerja v razreševanje narodnostne in manjšinske problematike. Njegov slog – poetičnost, besedna bogatost in pomenska večplastnost – izhaja iz posebne čustvene zavezanosti slovenščini, ki je Rebuli jezik, skozi katerega se udejanja narodna bit sredi tujega sveta.
Prva knjiga esejev, z naslovom Smer nova zemlja, vsebuje religiozne eseje o filozofskih vprašanjih sodobnega krščanstva s temami o izvirnem grehu, Kristusovem učlovečenju in njegovi človeškosti, o misteriju Cerkve in oznanjevanju evangelija, o onostranstvu, niču in koncu sveta ter o viziji prihodnosti slovenskega naroda. Predavanja in eseji, ki so nastajali od konca šestdesetih do konca osemdesetih let, pa so zbrani v drugi knjigi esejev Ob slovenskem poldnevniku. Zbirka razdeljena na štiri dele je temeljit prikaz Rebulove pronicljive misli, v kateri sta očitna občutek za narodnostna vprašanja in krščanska svetovnonazorska opredelitev. Esej Orodje luči in orodje teme, npr. govori o osebni izkušnji zamejca in skozi osebno perspektivo prikazuje zgodovinske razmere, hkrati pa vključuje Rebulov pogled vernika, njegovo razmišljanje o književnosti in večkulturnosti. V eseju pisatelj izrazi svoje stališče, da sta provincialnost in svetovljanstvo predvsem stvar vsakega posameznika ter nastajata v presečišču njegovega duha, kar zapiše z besedami: »Provincialnost je zaprtost objektivnemu kriteriju kulturne vrednote, svetovljanstvo je odprtost takšnemu kriteriju. Gre za vrednoto samo na sebi ne glede na narodno ali sociološko zaznamovanost: za občečloveško vrednoto torej.« V eseju Od misli do besede poda svojo oceno o slovenskem književnem kanonu in opozarja na izgubo izpovedne moči slovenske besede. O slovenstvu in Slovencih piše Rebula tudi v eseju Izviri slovenske duhovnosti, kjer skozi zgodovinsko perspektivo prikaže nekatere pomembne Slovence in opominja na brezbrižen odnos do lastne zgodovine.
Po Štuhčevem mnenju se Rebula v svojih esejskih besedilih priključuje tistemu zamejskemu krogu starejših piscev, ki je za razliko od nekaterih svojih mlajših kolegov problem naroda sprejemal izrazito osebno in skladno s tradicionalnimi predstavami o razmerju narod : svet.

### Dnevniški zapisi
Rebulova dnevniška ustvarjalnost je osredotočena na eksistencialne in intelektualne teme, ki jih zastavlja vsakdanjost. Takšni dnevniki so npr. zbrani v knjigah Gorje zelenemu drevesu, Oblaki Michigana (ameriški dnevnik), Vrt bogov (koloradski dnevnik) in dnevnikih, ki jih je objavljal v revijah. Leta 1993 je objavil delo Koraki apostolskih sandal, dnevnik s sinode evropskih škofov v Rimu. Osrednja tema tri leta kasneje izdanega dnevnika, Previsna leta,  pa je čas njegovih in Pahorjevih priprav za izdajo knjige ob sedemdesetletnici Edvarda Kocbeka, v kateri je izšel tudi intervju s Kocbekom, ki je povzočil ostre politične in policijske reakcije. Rebulov dnevnik popisuje tesnobo in negotovost, ki sta jo preživljala z Borisom Pahorjem v soočenjih s policijo. Ta dnevnik sestavljajo še druge teme: kratke skice šolskih trenutkov, piščevo poučevanje klasičnih jezikov in literatur na gimnaziji, pogledi in odzivi na aktualna vprašanja v domačem tržaškem okolju in drugod, srečanja z zanimivimi osebami, ki razkrivajo Rebulovo osebno, čustveno sfero.

### Rebula dojema pisateljevanje kot poslanstvo in poklic
Postati pisatelj je zanj pomenilo zahtevno odločitev. V času fašizma je doživel hude mladostne pretrese ter prebil travmo jezikovne zatrtosti, saj je bil njegov jezik potisnjen v zasebni geto in obsojen na likvidacijo. Odločitev za študij v Ljubljani v negotovih povojnih letih ga je dokončno zavezala slovenstvu in globoko determinirala njegovo literarno delo.
Narodna in jezikovna vprašanja presega in dopolnjuje eksistencialna problematika, njegovo tesnobno iskanje Smisla, Absolutnega, ki izhaja iz spoznanja o tragičnosti človekovega bivanja, npr. v delih Jutri čez Jordan, Kačja roža, Zeleno izgnanstvo. Pravo pot k Smislu najde Rebula v krščanstvu, h kateremu ga je, kot pravi sam, pritegnilo življenje samo.
Posega tudi v aktualno občečloveško problematiko, in sicer s kritiziranjem slovenskih političnih razmer in prikazovanjem človeške usode, ujete v socialne in duhovne vrtince, npr. v delu Jutranjice za Slovenijo.
V vseh njegovih delih se, po mnenju Fabjan Bajčeve, kaže trojna problematika:
•	Narodnostna problematika in manjšinstvo: idejo narodnosti gradi na osebni izkušnji zamejca, ki je razpet med italijansko brezbrižnostjo za narodnostna vprašanja Slovencev ter usodno navezanost na narod in njegov jezik. Rebula je zapisal: "Kaj naj si človek za tistih nekaj ur, ki so mu odmerjene na tej bežni zemlji, bolj želi kot nekaj zdrave narodne zavesti! Kaj naj si bolj želi kot ta vsaj za silo pomirjujoči domicilski izkaz sredi nepomirjujočega izgnanskega kozmosa! In če je Slovenec, kaj naj si bolj želi, ko da gleda v čudež in grozo prostora in časa iz neke umirjene slovenske polnosti. Saj mu je samo enkrat dano razkošje življenja in smrti: nič več kot enkrat mu je dano razkošje, da je Slovenec."
•	Problem umetnika in smisel oziroma vrednotenje umetnosti, in to glede na družbo - torej se ukvarja z vprašanji koliko umetnost vpliva na življenje in če ima smisel; ter glede na umetnika samega – v začetnem opusu je imela umetnost absolutno vrednost, nato pomenijo mnogo več vera in moralne vrednote.
•	Eksistencialna problematika, ki je v njegovih romanih predmet pogovorov in diskusij raznih junakov in poglablja smisel dogajanja. Kljub temu da se pisatelj opredeljuje za krščanstvo, se nenehno izprašuje in izraža dvome v krščansko eshatologijo (o zadnjih ciljih življenja in sveta), ter jo vedno na novo izbira kot najboljšo.

### Rebulova poetika
Na najbolj izpostavljenem mestu med vrednotami je jezik, ki je edino, kar brani manjšini integracijo v večino ter hkrati kot materni jezik omogoča človekovo preobrazbo in s tem proces preobrazbe sveta. Beseda mu pomeni boj za lastno ogroženo identiteto in kot pravi sam: »Velike oblike ne rojeva stilno hotenje, ampak sila srca in duha.«
Poleg jezika je na izpostavljenem mestu tudi etnični humanizem, kjer se vprašanje narodovega obstoja prepleta z vprašanji osebnega značaja. V tem smislu so izgovorjene besede Rebulovega junaka iz novele Votel je Kras: »Narodna zavest tukaj ni akademska, intelektualna, ne, ampak vsakdanja in intimna, zagrizena je nekje na dnu, pri sami koreniki ljubezni. Zvestoba narodu sega tja do našega substrata, tja do erosa.« Narodno odpadništvo posledično Rebula presoja z moralnega stališča. Gre za etnični humanizem,, ki je hkrati daleč od tega, da bi se sprevrgel v nacionalizem.
Ideje njegovih del zaobjamejo globlje bivanjske problematike sodobnega sveta in človeka v njem. V ospredju je nasprotje med ničem in smislom, ki se pri romanesknih junakih kaže v nihanju med obema skrajnostma, toda dokončnega stanja ničnosti ali vnaprejšnjega nihilizma ne poznajo. Kljub vdajanju v usodo in izgubljanju smisla v svetu, ki ga zaznamo iz stavka Senčnega plesa: »Vračal se je v temo«, ostaja želja po pravem smislu življenja in iskanju človečnosti v sebi. Humanistično sporočilo razkrivajo besede, ki jih Rebula položi v usta porimljanjenega barbara Nemeziana V Sibilinem vetru: »Saj končno tudi meni svoboda, kakor domovina, nista bili več sredstvi - cilj je bil samo eden, biti človek.«
Pomembno mesto v njegovem opusu zasedajo krščanske vrednote, ki izražajo usmerjenost v transcendenco in odprtost do skrivnostnega. Pisateljevemu človeku se od prvih novel postavlja vrsta bivanjskih dilem in vprašanj, ki se od dela Senčni ples naprej obrnejo v iskanje Smisla in dobivajo vedno več katoliških komponent. Slednje se ne kažejo le v junakovih zagovarjanjih katoliških vrednot in razmišljanj o veri, temveč celo v samih imenih ulic in trgov v delu V Sibilinem vetru in Jutri čez Jordan: Ne kradi, Spoštuj očeta in mater, Ne kolni Boga, ulica Ne bodi pristranski z ubožcem in ne ugodljiv mogočnežu in ostale. Pisateljev pogled na vero pa ne razbiramo zgolj iz besed in dejanj njegovih junakov, saj svoje lastno razmišljanje o doživljanju vere zapiše v dnevniku Vrt bogov: »Vera v svojem bistvu ni občutenje in še manj čustvo. Praviloma se za Boga odločiš. Bistvo vere je v tem, da verujoči stavi na nevidno /…/ sredi tudi zanj nerazložljive drame sveta. Tragičnost, ki ga melje, pomeni tudi zanj strašen argument proti božjemu bivanju. Toda še strašnejši argument za božje bivanje je sla po neskončnem, ki melje njegove možgane in srce…«
Nekatera dela njegovega opusa so vezana na Kras in Trst, ki ga prikazuje s perspektive slovenstva. V Zelenem izgnanstvu je lepota kraške pokrajine opisana z besedami: »Z rokami na hrbtu je zrl v zemeljsko čudo, kjer je sredi eksplozije krošenj in ščebetov dolga podzemeljska reka prinašala na dan sporočilo kraških globin«. Delo, ki predstavlja Trst in okolico v povojnem času pa je Senčni ples, katerega glavni junak Silvan pravi: »Za Slovence je važno mesto…«.

#### Senčni ples
Dogajanje v romanu je v posredni ali neposredni zvezi z glavnim junakom Silvanom Kandorjem, ki pri 26. letih izgubi svojo ženo Nadjo. Kot mlad vdovec se vrne na svoj dom, v Trst, kjer živi z ostalimi člani svoje družine, bratoma Sandrom in Bertom ter z materjo Zofijo. Zaposli se kot profesor v slovenski gimnaziji, kasneje pa kot uradnik angloameriške vojaške uprave. Vzporedno z njegovo zgodbo se odvija tudi Sandrova zgodba, ki s težaškim delom na železniški progi ni spravljiv, zato koleba med odločitvijo o napredovanju v službi ali pa  izselitvijo v Avstralijo; izbere drugo. Ker Silvan najde oporo za življenje le še v pomoči in motivaciji zatiranemu slovenskemu narodu se odloči, da bo sodeloval pri pisanju za slovensko glasilo z imenom Čupa. V roman je vključena še vrinjena zgodba, saj je glavna oseba povesti, ki jo za glasilo piše Silvan, kraški Slovenec Jernej Jerobnik, ki si v Trstu gmotno opomore in se asimilira z italijanskim večinskim okoljem. Silvan se čustveno naveže na Noro, hčerko svojega nekdanjega profesorja, s katerima Silvan razpravlja o mnogih filozofskih vprašanjih  in polemikah. V zgodbi se na več mestih pojavi tudi Silvanov prijatelj Abdon, katerega Silvan pusti na cedilu, ko mu obljubi, da ga bo spremljal na izlet v Pariz, saj te obljube nikoli ne izpolni.
Junak Silvan na erotičnem, socialnem in ustvarjalnem področju doživlja razkroj, ki vodi iz nekdanje celovitosti v dvom ali celo zanikanje. Ljubezen se mu razkriva kot druženje dveh samot, etos se pod vplivom družbenih danosti spreminja v nekaj, kar je daleč od nekdanje skladnosti med mislijo in delom, celo poezija izgublja vrednost vzora in preroštva ter postaja izključno tržno blago. Eksistencialna negotovost prevzema tudi ostale osebe, a nobena od njihovih poti ne vodi v nihilizem, saj kljub temu, da vrednote izginjajo, ne izginja hotenje po njih. Pomemben motiv izseljenstva zasledimo v zgodbi brata Sandra, ki kaže na socialno plast besedila. S subjektivnimi avtorjevimi prizadevanji je povezana tudi zgodba o Jerobniku, ki izgubi svojo narodno pripadnost in se poitalijanči. Ena izmed bistvenih sestavin romana je usodnost, zato vztrajanje v nesmislu in nemoč pred smrtjo polnita človeka s strahom, hkrati pa odpirata možnost za njegovo uresničitev. Ta uresničitev se izkaže tudi v stavku: »Ne živi zase«, ki velja za poglavitno sporočilo dela.

#### V Sibilinem vetru
Dogajalni čas je postavljen v obdobje cesarja Marka Avrelija in rimskih vojn. Zgodbo svojega življenja pripoveduje starec Nemezian, čigar rod je živel v okolici Ptuja in padel v sužnost, potem ko se je uprl rimskim osvajalcem. Še otroka ga pošljejo na delo h kurjaču, od koder ga osvobodi gospodar tribun Kvint Furij Apulej in ga pošlje skupaj s sinom Lateranom študirat v Grčijo, saj v njem prepozna pametnega dečka. Nemezian prijateljuje s sošolcem, gorečnim kristjanom Internuncijem in je zaljubljen v nekdanjo sosužnjo Psiho, ki pa umre, ko se je hotela ubraniti nasilnosti svojega lastnika. Apulej je tako zadovoljen z Nemezianom, da ga posinovi in mu v oporoki nameni del svojega bogastva. Po Apulejevi smrti se Nemezian odpove dediščini in vdovi Mamei, ki ga je vpeljala v svet spolnosti in gre za vojaka v rimsko legijo IV. Fidelis. Kot legionar potuje po cesarstvu, vmes zboli za kugo, a jo preživi. Postane upornik proti cesarstvu in je po izdaji tovariša Organika, ki dela za rimsko obveščevalno službo zaprt v rudnik Lotosove poljane na Sinaju, kamor pripeljejo po nekaj letih tudi rojaka Profutura. Z njim pobegne in po čudežu preživi. Z ljubico Elektro, ki ga je čakala, obišče Internuncija, ki nevarnosti navkljub vzdržuje krščansko občino. Spet se pridruži legiji in na vojnih pohodih ureja zapiske vojskovodji in cesarju Marku Avreliju. Kot odslužen vojak se vrne na Slovensko, kjer se zadržuje v Poetoviji (Ptuju) in Emoni (Ljubljani) in se nazadnje ustali ob reki Timavi, na zdajšnji skrajni zahodni slovenski meji.
Delo je berljivo na treh ravneh: zgodovinski, narodni in eshatološki ravni. V njem najdemo občutenje žalosti, smrti, osamljenosti, nepomirljivosti, od prve poduhovljene ljubezni do zakonske ljubezni, od suženjstva do svobode. Glavni junak je pravzaprav Alojz-Luigi, ki se je iz suženjstva oziroma manjšinstva povzpel preko kulture, filozofije, ljubezni ter vere v neko duhovno zrelost in uravnoteženost, iz katere gleda vse življenjske pojave sicer s prizadetostjo, s sočustvovanjem, a brez obupa, brez razrvanosti, brez kompleksov. 
Avtor je sam izjavil, da je roman postavil v zgodovino, saj mu omogoča popolno svobodo opisovanja sedanjosti, je torej preobleka sedanjosti. Njegove zgodovinske zgodbe je torej treba brati kot zgodbe iz aktualnega življenja, ki jih je postavil v preteklost, zato da svobodneje izraža svoja stališča in opisuje ljudi ter istočasno poudari, da je človek v vseh zgodovinskih dobah v bistvu enak. Zgodovino presoja z etičnega vidika: v njej gleda predvsem boj med dobrim in zlom v človeku samem, ta boj pa je že od Adama in Eve enak. Zunanji in tehnični napredek mu ne pomenita nič, edini napredek je v premagovanju strasti in v duhovni rasti. Za osnovno sporočilo dela bi torej lahko postavili besedno zvezo: biti človek.

## Nagrade in priznanja
- 1968 - nagrada Vstajenje za roman V Sibilinem vetru
- 1969 - nagrada Prešernovega sklada za roman V Sibilinem vetru
- 1993 - dopisni član SAZU
- 1995 - Prešernova nagrada za literarni opus
- 1997 - mednarodna nagrada Acerbi za italijanski prevod njegovega romana V Sibilinem vetru (prevod Diomira Fabjan Bajc)
- 2005 - nagrada kresnik za roman Nokturno za Primorsko kot najuspešnejši roman leta
- 2008 - častni doktorat Univerze na Primorskem (Koper)
- 2009 - redni član SAZU
- 2012 - italijanska literarna nagrada Mario Rigoni Stern pokrajine Trento za roman Nokturno za Primorsko (prevod Martina Clerici)
- 2012 - veliki častnik viteškega reda za zasluge za Republiko Italijo
- 2012 - nagrada "Latisana per il Nord Est«
- 2014 - zlati red za zasluge za uveljavljanje slovenstva v zamejstvu[10]
- 2014 - Odličje sv. Cirila in Metoda Slovenske škofovske konference
- 2014 - Peterlinova nagrada
- 2017 - častno priznanje Boruta Meška za življenjsko delo
- 2017 - nagrada Auersperg za prevod romana Kačja roža